# Кхадка, Джаярам
Джаярам «Джей» Кхадка (непальск. जयराम खड्का; род. 5 октября 1972 года, Багмати) — непальский лыжник и горнолыжник. Первый непалец, принявший участив в зимних Олимпийских играх.

## Биография
Джаярам Кхадка родился в небольшой горной деревне в центральной части Непала с семье полицейского. С раннего возраста он вынужден был работать и получил лишь начальное образование. 
Однажды отец Джаярама спас получившего тяжелые травмы лёгкого при восхождении на Аннапурну британского миллионера Ричарда Морли. В качестве благодарности отец попросил его присмотреть за сыном в случае его смерти. Вернувшись в Непал после нескольких лет Морли узнал что спасший его непалец умер, а его сын Джаярам моет полы в кафе и там же живёт. 
В дальнейшем британец усыновил Кхадку и после длительного судебного процесса смог забрать его в Великобританию, власти которой долгое время отказывали юноше в праве на въезд.
Мечтой Джаярама стало выступление на Олимпийских играх под флагом Непала. Он начал заниматься горнолыжным спортом во французских Альпах, тренируя гигантский слалом и супергигант. В начале 2001 года Кхадка впервые выступил на международном турнире под эгидой FIS, заняв в гигантском слаломе в Ла-Розьер последнее место с отставанием в 42 секунды от будущего призёра чемпионата мира Сиприена Ришара.
Перед началом олимпийского сезона 2001/02 непалец получил травму плеча из-за которой пропустил несколько стартов и потерял возможность пробиться на Игры-2002 в горнолыжном спорте. Однако он смог быстро перепрофилироваться на беговые лыжи и стал заниматься этим видом совместно с французской сборной под руководством тренера Жан-Пьера Будэ. Он пробежал несколько гонок и получил приглашение от МОК принять участие в Олимпиаде.
Таким образом Кхадка стал единственным членом олимпийской сборной Непала на Играх-2002 и в принципе первым участником зимних Игр из этой страны (если не считать шерпов-участников экспедиции на Джомолунгму 1922 года, награждённых в 1924 году золотой медалью за альпинизм).
В рамках соревновательной программы Джаярам Кхадка принял участие в двух видах. В гонке на 10 км классическим стилем он показал предпоследнее 79-е время (с отставанием в 18 минут от Фруде Эстиля, обойдя на 1:20с камерунского лыжника Меньоли). В квалификации спринтерской гонки на полтора километра он показал последний результат, который оказался на две минуты хуже времени победителя квалификации.
После Олимпиады продолжал выступать как в горных, так и в беговых лыжах, но не смог квалифицироваться на Олимпиаду в Турине.